# Onthophagus incisus
Onthophagus incisus là một loài bọ cánh cứng trong họ Bọ hung (Scarabaeidae).